# Reifen Lorenz
Die Reifen Lorenz GmbH ist ein regional vertretenes Unternehmen. Ursprünglich als Vulkanisations-Unternehmen gegründet,  bietet es mittlerweile zahlreiche Dienstleistungen für alle Fahrzeugarten an.

## Unternehmen
Gegründet wurde das Unternehmen 1930 durch Hermann Lorenz. 1961 übernahm Günter Lorenz die Geschäfte von Reifen Lorenz. Mittlerweile wird das Unternehmen von Hermann Lorenz, seit 2020 gemeinsam mit seinem Sohn Maximilian Lorenz, in dritter bzw. vierter Generation geführt.
Die Unternehmenszentrale befindet sich in Lauf bei Nürnberg. Reifen Lorenz ist ein regional vertretenes Unternehmen. Ursprünglich als Vulkanisations-Unternehmen gegründet, bietet es mittlerweile zahlreiche Dienstleistungen für alle Fahrzeugarten an.
Im Laufe der Zeit wurde nicht nur das Produkt- und Dienstleistungsangebot, sondern auch das Filialnetz erweitert. Die mittlerweile 22 Filialstandorte des Unternehmens findet man in Bayern, Sachsen, Sachsen-Anhalt und Thüringen. Neben den 22 Filialen werden auch 2 Lkw-Reifen-Runderneuerungswerke in Feuchtwangen und in Meineweh/Zeitz betrieben.